# Yamaha DT 50 MX

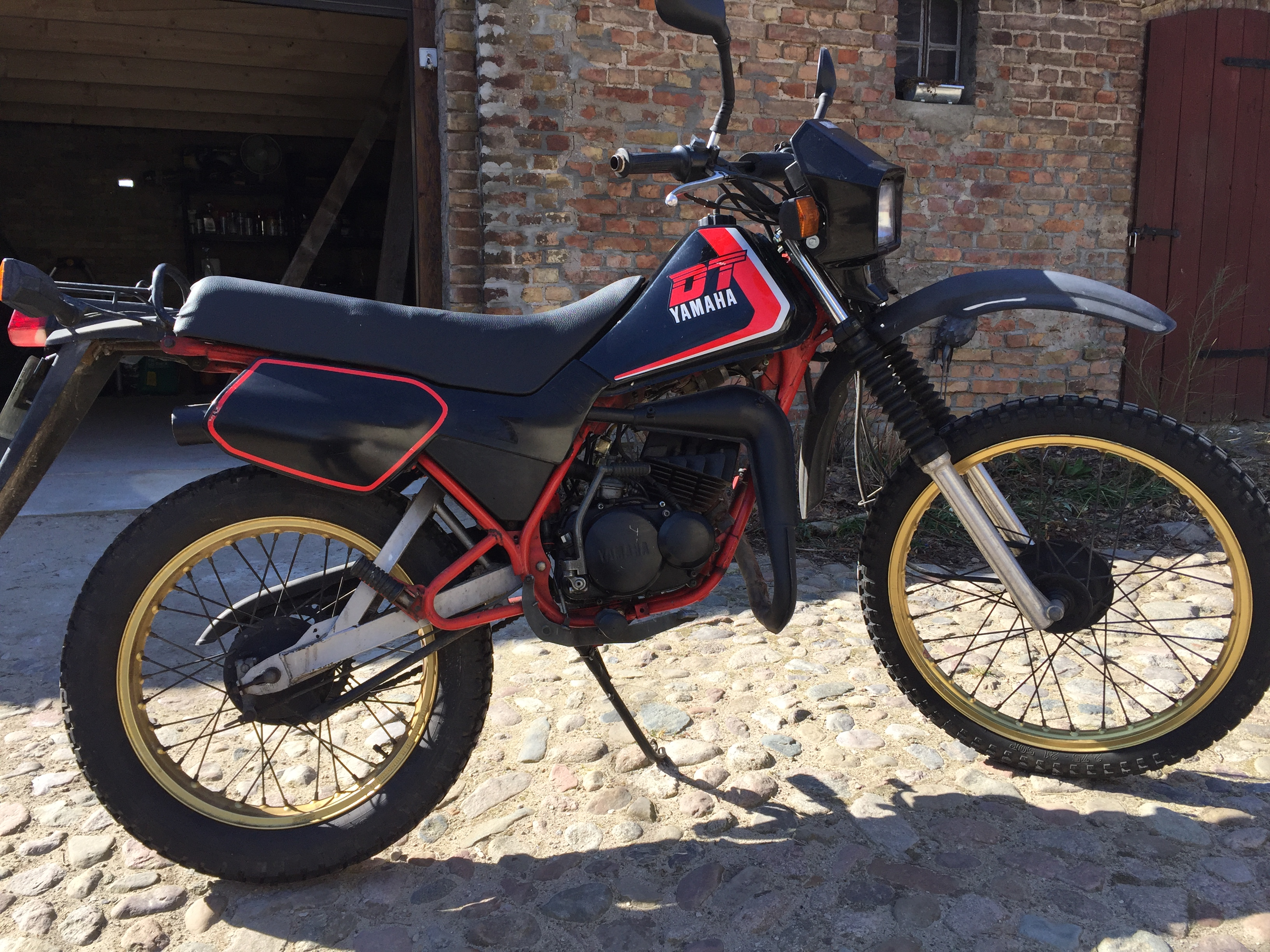
Yamaha DT 50 MX 1NN

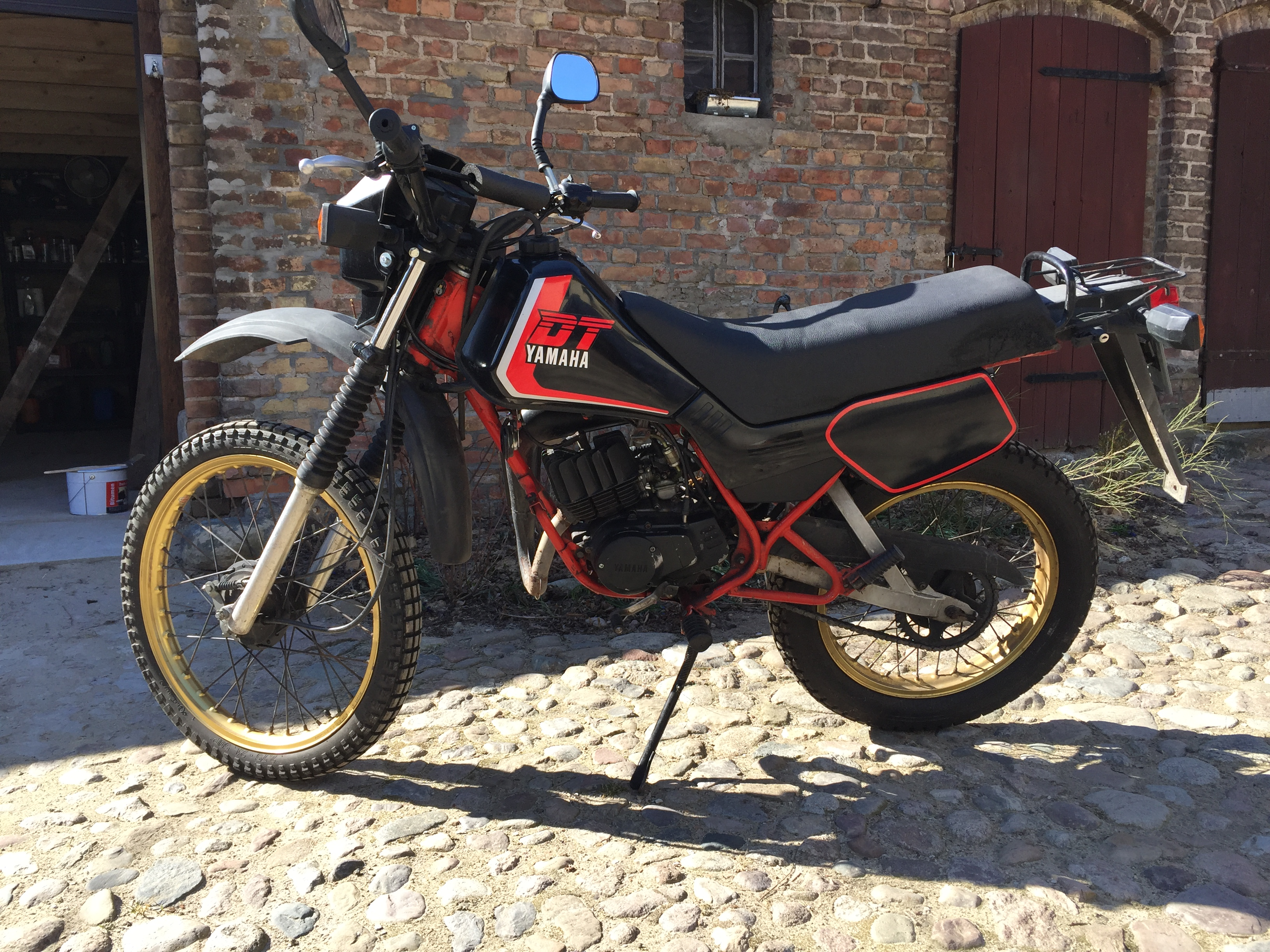

Die Yamaha DT 50 ist ein geländegängiges Kleinkraftrad von Yamaha. Das Zweirad kam 1986 auf dem Markt, weil der Gesetzgeber die Höchstgeschwindigkeit für Mokicks von 40 km/h auf 50 km/h erhöht hatte. Um den Markt zu testen, brachte Yamaha die DT 50 MX (1NN) heraus.
Sie verwendeten die aktuelle 80-cm³-MX (erkennbar an den goldenen Felgen) und verbauten dabei einen 2-Takt 49-cm³-Motor mit ca. 4 PS bei 5750/min. Das Modell war ein Markterfolg. Yamaha reizte dabei die 50 plus 5 km/h Toleranz aus. In die Fahrzeugpapiere wurde die Anzahl der Kettenritzelzähne eingetragen, damit jeder Polizist ein Kettentuning erkennen konnte (vorn 10, hinten 48). Der Vergaser kam von Teikei, später von Mikuni. Die 1NN gehört zu den seltenen DTs, denn sie wurde zwar bis 1988 verkauft, aber nur ein Jahr lang gebaut (→Modellvarianten). Danach kam eine kostengünstigere Version DT 50 R (3MN) mit ca. 3 PS auf den Markt (silberne Felgen), welche die teureren DT 80 MX-Teile nicht mehr benötigte.

## Modellvarianten
| Modelljahr | Modell-Code | Farb-Code | Farbe        |
| ---------- | ----------- | --------- | ------------ |
| 1987       | 2UN         | A         | YAMAHA BLACK |
| 1987       | 2UN         | B         | WHITE        |
| 1987       | 2UN         | C         | CHAPPY RED   |

## Technische Daten
- Hersteller: MBK Industrie (Frankreich)
- Leergewicht: 91 kg
- zulässiges Gesamtgewicht: 290 kg
- Motor Hersteller: Yamaha Motor Co., Ltd Japan
- Fahrzeugtyp: 1NN
- Vergaser: Standard Teikei Y12P
- Hauptdüse: 82
- Standgeräusch: 73 dB(A) bei 2500/min
- Felgengröße vorn: 1.60×21
- Felgengröße hinten: 1.85×18
- Sitzplätze: 2
- Batterie: 6V
- Neupreis (UVP): ca. 4500 Deutsche Mark
- Modell DT50MX Bauteil   Typ 1NN Kennummer  1. ANS.GER.DPF    Yamaha 5J1  2. Verg.    Y12P 13N  3. ANS.STZ.    Yamaha 13 N  4. LI.KURB.GEH.    13N  5. RE.KURB.GEH.    13N  6. ZYL.     Yamaha 5RO  7. ZYL.KOPF    5N6  8. AUSP.ROHR    Yamaha 1NN-14610  9. SCHALLD.DPF.    Yamaha 1NN-14759  10.VORD.KETTENR.   Yamaha 10  11.HINT.KETTENR.   Yamaha 48  DURCHTRITTS QUERSCHNITTE  DES ANS:GER:DPFS   17,3 x 19  YAMAHA 5G1  Yamaha 5J1